# Lygdamus
Lygdamus (I wiek p.n.e.) – pseudonim bliżej nieznanego poety rzymskiego z otoczenia Marka Waleriusza Messali. Lygdamus był autorem elegii, które zostały dołączone do zbioru elegii Tibullusa.